# Miltogramma ukrainica
Miltogramma ukrainica är en tvåvingeart som beskrevs av Yu. G. Verves 1978. Miltogramma ukrainica ingår i släktet Miltogramma och familjen köttflugor.
Artens utbredningsområde är Ukraina. Inga underarter finns listade i Catalogue of Life.